# نيل بورغس
نيل بورغس (بالإنجليزية: Neale Burgess)‏ هو محام بالقضاء العالي وسياسي أسترالي، ولد في 17 أغسطس 1956 في ملبورن في أستراليا. حزبياً، نشط في حزب أستراليا الليبرالي (الفرع الفيكتوري) ‏. وقد انتخب عضو الجمعية التشريعية فيكتوريا عن دائرة Electoral district of Hastings ‏ (25 نوفمبر 2006 – ).